# Півень Руслан Віталійович
Русла́н Віта́лійович Пі́вень (16 січня 1991 — 28 вересня 2016) — сержант Збройних сил України, учасник російсько-української війни.

## Життєпис
Народився 1991 року в селі Острійки (Білоцерківський район, Київська область); закінчив 9 класів ЗОШ острійківської школи, 2009 року — Техніко-економічний коледж Білоцерківського Національного Аграрного Університету — за спеціальністю «компресорщик холодильних установок». Проходив строкову службу у 1129-му зенітно-ракетному полку. Вмів гарно малювати, захоплювався татуюванням.
Навесні 2014 року мобілізований у першу хвилю, пройшов підготовку снайперів та був зарахований до 9-ї роти 3-го батальйону, 30-та окрема механізована бригада. Брав участь у боях за Степанівку та Савур-могилу; навесні 2015 року звільнений у запас.
З літа того ж року проходив військову службу за контрактом, згодом був відправлений в Авдіївку на підсилення до 122-го батальйону 81-ї бригади. Сержант-інструктор навчального взводу, снайпер, 199-й навчальний центр ВДВ.
28 вересня 2016 року увечері загинув від кулі снайпера під час обстрілу в промзоні Авдіївки.
1 жовтня 2016-го похований у селі Острійки.
Без Руслана лишилися батьки та молодший брат.

## Нагороди та вшанування
- указом Президента України № 476/2016 від 27 жовтня 2016 року «за особисту мужність і високий професіоналізм, виявлені у захисті державного суверенітету та територіальної цілісності України, вірність військовій присязі» — нагороджений орденом «За мужність» III ступеня (посмертно)[1]
- почесний громадянин Білоцерківського району (17.7.2017, посмертно).